# Людовик IV Дитя
Людовик IV Дитя (нем. Ludwig das Kind; сентябрь или октябрь 893, Альтэттинг — 20/24 сентября 911, Франкфурт-на-Майне) — король Восточно-Франкского королевства с 21 января 900 года, сын императора Арнульфа Каринтийского и Оды Франконской.

## Биография
Людовик был избран королём на собравшемся в январе 900 года съезде в Форххайме, а позднее (4 февраля) был коронован. Несмотря на шестилетний возраст короля, его двор был центром управления государством. Тем не менее, лично он не мог руководить своим правительством ещё и потому, что он был физически слишком слаб и очень часто болел. Реальными правителями при нём было высшее дворянство и духовенство. Самыми влиятельными советниками Людовика Дитяти были архиепископ Майнца Гатто I, епископ Констанца Соломон III и епископ Аугсбурга Адальберон. Под их влиянием борьба за власть в Герцогстве Франкония на королевском суде разрешилась в пользу Конрадинов и не в пользу Бабенбергов (Поппонидов).
Во время правления Людовика Дитяти границам государства постоянно угрожали внешние враги, а его внутреннему единству — влиятельные феодалы, во многих землях самовольно захватывавшие власть и принимавшие титулы герцогов. Особую опасность для Германии во время правления Людовика Дитяти представляли венгры, практически ежегодно грабившие ту или иную часть страны. В 907 году феодалы Людовика собрали против них войско, но оно было разбито 4 июля 907 года в битве при Прессбурге (Братислава). В 910 году Людовик, собрав наконец большое войско, вступил в бой с венграми на равнине на берегах Леха. Венгры тогда сначала бросились на германцев, а после этого начали отступать. Германцы подумали, что победа в их руках, и стали их преследовать. Между тем венгры заманили их в засаду, стремительно ударили и разбили. Людовик вынужден был просить мира и получил его лишь с условием выплаты ежегодной дани. 
Вскоре после этого Людовик IV Дитя заболел и скончался. С его смертью в Германии окончательно пресекся род восточно-франкских Каролингов. Людовик был похоронен в аббатстве Святого Эммерама в Регенсбурге, там же где был похоронен его отец Арнульф Каринтийский.